# Вірджинія-Сіті (Монтана)
Вірджинія-Сіті (англ. Virginia City) — місто (англ. town) в США, в окрузі Медісон штату Монтана. Населення — 219 осіб (2020).

## Географія
Вірджинія-Сіті розташована за координатами 45°17′47″ пн. ш. 111°56′9″ зх. д. / 45.29639° пн. ш. 111.93583° зх. д. (45.296427, -111.935782).  За даними Бюро перепису населення США в 2010 році місто мало площу 2,47 км², уся площа — суходіл.

### Клімат
| Клімат : Вірджинія-Сіті                                 | Клімат : Вірджинія-Сіті | Клімат : Вірджинія-Сіті | Клімат : Вірджинія-Сіті | Клімат : Вірджинія-Сіті | Клімат : Вірджинія-Сіті | Клімат : Вірджинія-Сіті | Клімат : Вірджинія-Сіті | Клімат : Вірджинія-Сіті | Клімат : Вірджинія-Сіті | Клімат : Вірджинія-Сіті | Клімат : Вірджинія-Сіті | Клімат : Вірджинія-Сіті | Клімат : Вірджинія-Сіті |
| Показник                                                | Січ.                    | Лют.                    | Бер.                    | Квіт.                   | Трав.                   | Черв.                   | Лип.                    | Серп.                   | Вер.                    | Жовт.                   | Лист.                   | Груд.                   | Рік                     |
| Абсолютний максимум, °C                                 | 18,3                    | 17,8                    | 21,7                    | 27,2                    | 32,8                    | 37,8                    | 39,4                    | 36,7                    | 34,4                    | 29,4                    | 21,1                    | 16,7                    | 39,4                    |
| Середній максимум, °C                                   | 0,3                     | 2,4                     | 5,9                     | 11,4                    | 16,7                    | 21,6                    | 27,2                    | 26,3                    | 20,3                    | 13,8                    | 5,6                     | 1,2                     | 12,8                    |
| Середній мінімум, °C                                    | −11,3                   | −9,9                    | −6,8                    | −2,3                    | 2,2                     | 5,9                     | 9,8                     | 8,8                     | 4,1                     | −0,6                    | −6,3                    | −10,2                   | −1,3                    |
| Абсолютний мінімум, °C                                  | −40                     | −39,4                   | −28,3                   | −23,9                   | −11,1                   | −5                      | −2,8                    | −4,4                    | −13,3                   | −23,3                   | −31,7                   | −38,9                   | −40                     |
| Норма опадів, мм                                        | 17                      | 13                      | 25                      | 35                      | 57                      | 63                      | 37                      | 32                      | 35                      | 27                      | 22                      | 17                      | 380                     |
| ------------------------------------------------------- | ----------------------- | ----------------------- | ----------------------- | ----------------------- | ----------------------- | ----------------------- | ----------------------- | ----------------------- | ----------------------- | ----------------------- | ----------------------- | ----------------------- | ----------------------- |
| Джерело: https://wrcc.dri.edu/cgi-bin/cliMAIN.pl?mt8597 |                         |                         |                         |                         |                         |                         |                         |                         |                         |                         |                         |                         |                         |

## Демографія
Згідно з переписом 2010 року, у місті мешкало 190 осіб у 102 домогосподарствах у складі 55 родин. Густота населення становила 77 осіб/км².  Було 171 помешкання (69/км²).
Расовий склад населення:
| - 91,6 % — білих - 0,5 % — азіатів |

До двох чи більше рас належало 7,4 %. Частка іспаномовних становила 1,6 % від усіх жителів.
За віковим діапазоном населення розподілялося таким чином: 15,3 % — особи молодші 18 років, 66,3 % — особи у віці 18—64 років, 18,4 % — особи у віці 65 років та старші. Медіана віку мешканця становила 51,3 року. На 100 осіб жіночої статі у місті припадало 97,9 чоловіків;  на 100 жінок у віці від 18 років та старших — 94,0 чоловіків також старших 18 років.
Середній дохід на одне домашнє господарство  становив 40 018 доларів США (медіана — 27 917), а середній дохід на одну сім'ю — 49 759 доларів (медіана — 40 714). За межею бідності перебувало 27,2 % осіб, у тому числі 43,3 % дітей у віці до 18 років та 11,5 % осіб у віці 65 років та старших.
Цивільне працевлаштоване населення становило 85 осіб. Основні галузі зайнятості: мистецтво, розваги та відпочинок — 28,2 %, роздрібна торгівля — 12,9 %, науковці, спеціалісти, менеджери — 10,6 %.